# 张六角
张六角（？—？），福建泉州府南安县人，明朝后期民变领袖。
张六角原为南安斗艳会的首领。明崇祯十五年（1642年），南安人张六角、林隆，安溪长泰里人吴少子、戴厚等发动民众起义，以青巾为号，各有武装数百人，其中以张六角的势力为最强。张六角部攻破三洋寨，杀死很多官兵；再攻感化大寨，未能攻克，遂撤军。祟祯十六年（1643年）秋，安溪知县施酬素和泉州卫游击洪日升率部追剿起义军至感德、康槌，起义军失利，首领王开被俘。余部纷纷前往海防都督郑芝龙处投降，使郑氏集团的势力进一步扩大。后来，不愿投降官军的吴少子部在兰溪被歼。